# معرض الكمبيوتر
معرض الكمبيوتر (بالإنجليزية: Computer expo)‏ أو (بالإنجليزية: Computer show)‏ هو معرض تجاري لأجهزة الكمبيوتر والإلكترونيات. وهذه المعارض تحتوي عادةً على شركات أو مؤسسات حيث تعرض المنتجات والتكنولوجيا فيها وتُقام محاضرات وحوارات و مقابلات عامة بين ناس من نفس الاهتمامات.